# Phaonia tachinoides
Phaonia tachinoides este o specie de muște din genul Phaonia, familia Muscidae, descrisă de Albuquerque în anul 1958. Conform Catalogue of Life specia Phaonia tachinoides nu are subspecii cunoscute.